# Домаћи трговачки ланац
Домаћи трговачки ланац (ДТЛ) српско је удружење домаћих трговинских малопродајних ланаца. Основан је 8. фебруара 2011. Обједињује 13 трговачких предузећа са преко 770 малопродајних објеката и 7.000 запослених на целој територији Србије.

## Чланице
- ДТЛ СП
- ДТЛ ПерСу
- ДТЛ Подунавље
- ДТЛ Пролетер
- ДТЛ Морава
- ДТЛ Текијанка
- ДТЛ Вива
- ДТЛ Еуропром
- ДТЛ Стајлајн
- ДТЛ Вум
- ДТЛ Леон
- ДТЛ Жути маркети
- ДТЛ Златан траг